# Hagenia abyssinica
Hagenia abyssinica és una espècie de planta amb flors i planta nativa de la regió afromontana del centre i est d'Àfrica. També té una distribució disjunta a les altes muntanyes d'Àfrica oriental des del Sudan i Etiòpia al nord fins a Kenya, Uganda, Ruanda, Burundi, República Democràtica del Congo, i Tanzània, a Malawi i Zàmbia al sud.
El gènere Hagenia és monotípic i Hagenia abyssinica n'és l'única espècie. El gènere més emparentat és el gènere afromontà Leucosidea.

## Descripció
És un arbre de fins a 20 m d'alt amb l'escorça gruixuda i que es desprèn. Les fulles són compostes, amb 7- 13 folíols, i en total fan fins a 40 cm de llargada. Les flors s'arrangen en una panícula de 30-60 cm de llargada.
Normalment es troba a altituds d'entre 2000-3000 m, en llocs amb una pluviometria anual d'entre 1000-1500 mm. Es pot trobar en boscos mesclat amb plantes dels gèneres Podocarpus, Afrocarpus i amb el ginebre Juniperus procera. Sovint es troba en el límit arbori de la seva regió.

## Ús medicinal
Kosso, kousso o cusso és un medicament fet de les panicles de les flors pistil·lades d'Hagenia. En el moment de la publicació de l'onzena edició d'Encyclopædia Britannica (1911), aquesta drogqa s'importava a Europa. El seu principi actiu és la koussina o kosina C31H33O10. Es considerava antihelmíntic per a la tènia del porc Taenia solium.
Kosso, en amhàric, és també el nom de la tènia humana Taenia saginata.